# Erick Avari
Nariman Eruch 'Erick' Avari (Darjeeling, 13 april 1952) is een Indiaas acteur die voornamelijk in Amerikaanse en andere Engelstalige producties speelt. Hij kreeg op het Method Fest (Californië) 2003 de prijs voor beste bijrolspeler voor de film Three Days of Rain. Avari maakte zijn filmdebuut in het Indiase Kanchenjungha uit 1962 van schrijver-regisseur Satyajit Ray. Sindsdien speelde hij in meer dan 35 films, meer dan 45 inclusief televisiefilms.
Naast zijn filmrollen speelde Avari eenmalige rollen in meer dan vijftig verschillende televisieseries. In een handvol series kwam zijn personage in twee of meer afleveringen voor, zoals in Stargate SG-1 (als Kasuf), Dragnet (als Sanjay Ramachandran) en Heroes (als Chandra Suresh).

## Filmografie
*Exclusief 5+ televisiefilms
| - The Dictator (2012) - Fault Line (2009) - Hachiko: A Dog's Story (2009) - Paul Blart: Mall Cop (2009) - InAlienable (2008) - Postal (2007) - Choose Connor (2007) - Living Dead: Outbreak on a Plane (2007) - Dark Matter (2007) - AmericanEast (2007) - The Librarian: Return to King Solomon's Mines (2007, televisiefilm) - The L.A. Riot Spectacular (2005) - Dancing in Twilight (2005) - Searching for Haizmann (2003) - Daredevil (2003) - The Master of Disguise (2002) - Mr. Deeds (2002) - Home Alone 4: Taking Back the House (2002) - Three Days of Rain (2002) - The Glass House (2001) | - Planet of the Apes (2001) - Ritual (2001) - On Wings of Fire (2001) - The 13th Warrior (1999) - The Mummy (1999) - McHale's Navy (1997) - Independence Day (1996) - The Undercover Kid (1996) - Stargate (1994) - Color of Night (1994) - Dream Lover (1993) - For Love or Money (1993) - The Hit List (1993) - Encino Man (1992) - Final Analysis (1992) - She's Back (1989) - The Beast of War (1988) - Nothing Lasts Forever (1984) - Kanchenjungha (1962) |

## Televisieseries
*Exclusief eenmalige gastrollen
- Burn Notice - Nefzi (2008, twee afleveringen)
- Heroes - Chandra Suresh (2006, drie afleveringen)
- Dragnet - Sanjay Ramachandran (2003, negen afleveringen)
- Felicity - Dr. Ansari (2001, twee afleveringen)
- Stargate SG-1 - Kasuf (1998-2001, drie afleveringen)
- Bone Chillers - Dr. Lumbago (1996, drie afleveringen)